# Agrostis kentrophyllum
Agrostis kentrophyllum é uma espécie de gramínea do gênero Agrostis, pertencente à família Poaceae.